# Christiane Krüger
Christiane Krüger (* 8. September 1945 in Hamburg) ist eine deutsche Schauspielerin.

## Leben
Christiane Krüger ist die Tochter der Schauspielerin Renate Densow (1918–2006) und seit 1954 Adoptivtochter von Densows Mann Hardy Krüger (1928–2022). Sie ist die ältere Halbschwester der Schauspieler Malaika Krüger (* 1967) und Hardy Krüger junior (* 1968). Krüger wuchs in der Schweiz auf und erhielt ihre Ausbildung bei der Schauspiellehrerin Else Bongers in Berlin. Krüger debütierte am Theater Koblenz und spielte an der Komödie Berlin.
Ihr Filmdebüt hatte sie 1967 in 48 Stunden bis Acapulco. Seither spielte sie zahlreiche Rollen in Filmen, vor allem aber im Fernsehen. Auch in zwei Edgar-Wallace-Filmen wirkte Krüger mit. Eine ihrer wenigen Hauptrollen im Kino war 1973 eine an Eva Perón erinnernde Diktatorengattin in Sie nannten sie kleine Mutter. In den Krimireihen Der Kommissar, Derrick, Der Alte, Tatort und SOKO 5113 wirkte sie mehrmals mit. 1982/83 ging sie als Bühnenpartnerin von Horst Janson auf Theatertournee, zwei weitere Tourneen folgten.
1972 ließ sie sich für den deutschen Playboy ablichten.
1974 heiratete Christiane Krüger den Maler und Fotografen Manfred Bockelmann, den Bruder des Sängers Udo Jürgens; der gemeinsame Sohn Tim Krüger-Bockelmann arbeitet ebenfalls als Schauspieler. Die Ehe wurde geschieden.
Christiane Krüger lebt am Starnberger See.

## Filmografie
- 1967: 48 Stunden bis Acapulco
- 1968: Der Mann mit dem Glasauge
- 1969: Das ausschweifende Leben des Marquis de Sade (De Sade)
- 1969: Das Gesicht im Dunkeln (A doppia faccia)
- 1969: 11 Uhr 20 (Fernsehfilm)
- 1970: Boomerang
- 1970: Der Kommissar – Messer im Rücken
- 1970: Paul Temple – Die Zigarre (Fernsehserie)
- 1971: Fluchtweg St. Pauli – Großalarm für die Davidswache
- 1971: Der Kommissar – Der Tod des Herrn Kurusch
- 1973: Sonderdezernat K1 – Kassensturz nach Mitternacht
- 1973: Sie nannten sie kleine Mutter (Little Mother)
- 1973: Mordprojekt G (The Internecine Project)
- 1974: Tatort: Playback oder die Show geht weiter (Fernsehreihe)
- 1974: Auch ich war nur ein mittelmäßiger Schüler
- 1974: Der Kommissar – Der Liebespaarmörder
- 1976: Mit Rose und Revolver (Fernsehserie)
- 1977: Die Mädchen aus dem Weltraum (Fernsehserie)
- 1977: Es muß nicht immer Kaviar sein (Fernsehserie)
- 1977: Der Alte – Konkurs (Fernsehserie)
- 1978: Eine seltsame Bescherung
- 1979: Das Gold der Wüste (Golden Soak)
- 1979: Der Graf von Monte Christo (Le Comte de Monte-Cristo, Fernsehmehrteiler)
- 1980: Arsène Lupin joue et perd
- 1980–1994: Derrick (Fernsehserie, 8 Folgen)
- 1981: Sehnsucht nach dem rosaroten Chaos (Salut, j'arrive)
- 1982: Der Alte – Die Beute
- 1982: Der letzte Kampf (Le dernier combat)
- 1982: Tatort: Trimmel und Isolde
- 1983: Unsere schönsten Jahre (Fernsehfilm)
- 1984: Schwarz Rot Gold – Blauer Dunst (Fernsehserie)
- 1984: Streng vertraulich (auch Co-Drehbuch)
- 1984: Eine Frau für gewisse Stunden
- 1985: Der Alte – Flüstermord
- 1985: Anne of Green Gables
- 1985: Tatort: Schmerzensgeld
- 1985: Die Schwarzwaldklinik – Die Heimkehr
- 1985: Anne auf Green Gables (Anne of Green Gables; Fernseh-Miniserie)
- 1986: Der Fahnder – Der  Parasit (Fernsehserie)
- 1988: Der Alte – Der Freispruch
- 1989: Zimmer 36
- 1989: Peter Strohm – „... es muss doch mehr als alles geben“ (Fernsehserie)
- 1991: Die lieben Verwandten
- 1992: Ein Fall für zwei – Scheine spielen schwarz (Fernsehserie)
- 1993: Glückliche Reise – Portugal (Fernsehreihe)
- 1994: Geschichten aus der Heimat (Fernsehserie), Episode: Ich weiß nicht, was soll es bedeuten
- 1996: Tatort: Der Entscheider
- 1998: Alles Bob!
- 1999: No Sex (Fernsehfilm)
- 2001: SOKO Kitzbühel – Tod bei Tisch
- 2006: Der Traum ihres Lebens (Fernsehfilm)
- 2007: Winnetou darf nicht sterben (Dokumentarfilm)
- 2009: Der Kaiser von Schexing – Zwischendurch (Fernsehserie)
- 2011: Kissenschlacht (Fernsehfilm)
- 2013: SOKO 5113 – Es bleibt in der Familie (Fernsehserie)

## Synchronrollen
- Die Mädchen aus dem Weltraum  (als Ossrawa (Octavia))
- Der Graf von Monte Christo (als Madame de Villefort)
- Ein Zauberhaftes Mädchen (als Mrs. Allan)